# Argenvières

Argenvières este o comună în departamentul Cher, Franța. În 1 ianuarie 2022 avea o populație de 439 de locuitori.